# Rø (parochie)
Rø is een parochie van de Deense Volkskerk in de Deense gemeente Bornholm. De parochie maakt deel uit van het bisdom Kopenhagen en telt 449 kerkleden op een bevolking van 539 (2004). Tot 1970 was de parochie deel van Nørre Herred.